# Chaetophthalmus setosus
Chaetophthalmus setosus là một loài ruồi trong họ Tachinidae.